# Perdidos en Tailandia
Perdidos en Tailandia es una película cómica china de 2012 dirigida y coescrita por Xu Zheng y protagonizada por Wang Baoqiang, Huang Bo y el propio Zheng. Se centra en la historia de tres dispares hombres chinos que viajan por Tailandia y viven toda clase de aventuras, cada uno de ellos persiguiendo un propósito particular.
El debut como director de Zheng recaudó más de 200 millones de dólares en la taquilla china, convirtiéndose en la cinta de mayor recaudación de todos los tiempos en el país asiático en el momento de su estreno. Fue la primera película en China que ganó más de mil millones de yuanes, superando a Titanic, la cual cosechó alrededor de 975 millones de yuanes.

## Sinopsis
La historia comienza con un científico, Xu Lang (Xu Zheng), inventor de una solución que tiene el poder de aumentar el volumen de cualquier líquido al que se le aplique. Tal solución implica una gran rentabilidad potencial si se usa con la gasolina o con cualquier líquido de alto valor. Sin embargo, necesita la autorización del Sr. Zhou, el mayor accionista, para obtener más financiación de un fondo de inversión. Gao Bo (Huang Bo), quien fue compañero de clase de Xu en la universidad y su sociolaboral, quiere sin embargo vender el invento a una empresa francesa.
Al descubrir que el Sr. Zhou se encuentra en Tailandia, Xu Lang se embarca inmediatamente hacia allí, seguido constantemente por su socio y ahora rival, Gao. En el avión, Xu conoce a un joven llamado Wang Bao (Wang Baoqiang), que viaja al mismo país para cumplir una lista de sueños disparatados (entre ellos luchar contra un maestro de Muay Thai o plantar un cactus). Wang es dueño de una tienda de panqueques de cebolleta en Pekín, y afirma que la famosa actriz Fan Bingbing es su novia. Concentrado en su misión principal, Xu intenta constantemente deshacerse de Wang, pero los acontecimientos se desarrollan de tal manera que los dos terminan convirtiéndose en una especie de equipo.

## Reparto

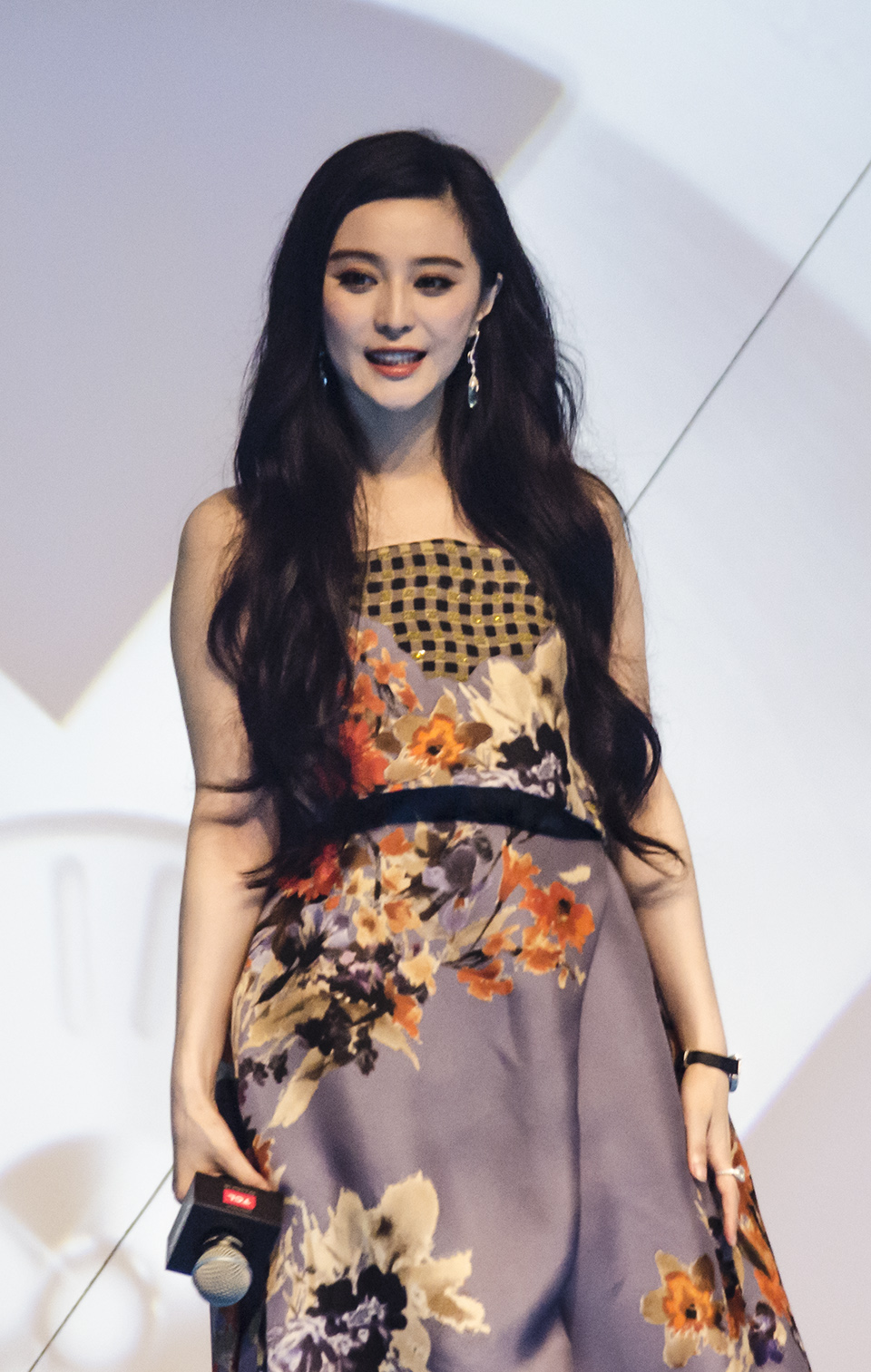
La actriz Binbing Fan aparece en la película en un cameo

- Zheng Xu es Xu Lang
- Baoqiang Wang es Wang Bao
- Bo Huang es Gao Bo
- Hong Tao es la esposa de Xu Lang
- Bingbing Fan es ella misma

## Recepción
En su reseña de la película, la destacada crítica asiática Maggie Lee de la revista Variety se refirió a ella como "entretenimiento ligero", afirmando que "no es una obra maestra, pero ha demostrado ser un antídoto refrescante contra la superabundancia de éxitos de taquilla de fin de año", además de estar "inesperadamente bien afinada para tratarse de una ópera prima". Derek Elley de Film Business Asia la calificó con 8 puntos de 10 posibles, afirmando: "La química entre los protagonistas que hizo de Lost on Journey (2010) un éxito de taquilla ese año, está intacta en Perdidos en Tailandia". Según el diario Wall Street Journal, "el éxito de la película ha sacudido el paisaje de la industria del cine en China, donde las épicas históricas de gran presupuesto y las películas de acción y de artes marciales a menudo dominan la taquilla".